# PLEKHF2
PLEKHF2 (англ. Pleckstrin homology and FYVE domain containing 2) – білок, який кодується однойменним геном, розташованим у людей на короткому плечі 8-ї хромосоми. Довжина поліпептидного ланцюга білка становить 249 амінокислот, а молекулярна маса — 27 798.
| 10         |  | 20         |  | 30         |  | 40         |  | 50         |
| ---------- |  | ---------- |  | ---------- |  | ---------- |  | ---------- |
| MVDRLANSEA |  | NTRRISIVEN |  | CFGAAGQPLT |  | IPGRVLIGEG |  | VLTKLCRKKP |
| KARQFFLFND |  | ILVYGNIVIQ |  | KKKYNKQHII |  | PLENVTIDSI |  | KDEGDLRNGW |
| LIKTPTKSFA |  | VYAATATEKS |  | EWMNHINKCV |  | TDLLSKSGKT |  | PSNEHAAVWV |
| PDSEATVCMR |  | CQKAKFTPVN |  | RRHHCRKCGF |  | VVCGPCSEKR |  | FLLPSQSSKP |
| VRICDFCYDL |  | LSAGDMATCQ |  | PARSDSYSQS |  | LKSPLNDMSD |  | DDDDDDSSD  |

A: Аланін

C: Цистеїн

D: Аспарагінова кислота

E: Глутамінова кислота

F: Фенілаланін

G: Гліцин

H: Гістидин

I: Ізолейцин

K: Лізин

L: Лейцин

M: Метіонін

N: Аспарагін

P: Пролін

Q: Глутамін

R: Аргінін

S: Серин

T: Треонін

V: Валін

W: Триптофан

Кодований геном білок за функцією належить до фосфопротеїнів. 
Задіяний у таких біологічних процесах, як транспорт, транспорт білків, ацетилювання. 
Білок має сайт для зв'язування з іонами металів, іоном цинку. 
Локалізований у мембрані, ендоплазматичному ретикулумі, ендосомах.